# Megalomys desmarestii

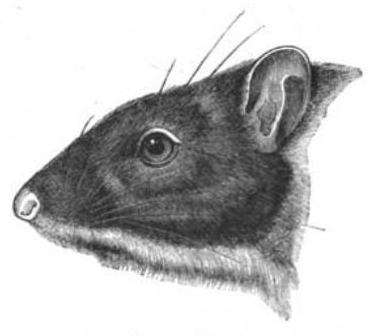
Ilustración de la cabeza del animal.

La rata de arrozal de Martinica (Megalomys desmarestii) es una especie extinta de roedor miomorfo endémica de la isla de Martinica, en el mar Caribe. Era uno de los roedores más grandes que habitaba las islas antillanas (con un tamaño comparable al de un gato), y se convertiría en uno de los primeros mamíferos caribeños en extinguirse durante el siglo XX.
Podría haber sido acuático, ya que se sabe que huía al mar cuando era perseguido por depredadores, aunque nunca se alejaba de la isla. Era común en Martinica hasta finales del siglo XIX, cuando se comenzó a exterminarlo por considerarlo una plaga para las plantaciones de cocos. También fue cazado como alimento, sin embargo, debido a su fuerte olor a almizcle, requería de una cocción especial: se retiraba el pelaje del animal, se ventilaba el cuerpo (durante la noche) y se hervía este en dos tandas de agua. 
El 8 de mayo de 1902, el Monte Peleé entró en erupción, destruyendo por completo la ciudad principal de la isla: Saint-Pierre. Se ha especulado que Megalomys desmarestii se extinguió en esa misma erupción. Sin embargo, lo más probable es que la depredación ejercida por las mangostas introducidas haya acabado con los últimos ejemplares de la especie.